# Muiredach Bolgrach
Muiredach Bolgrach, fils de Siomón Brecc, est selon les légendes médiévales et la tradition pseudo historique irlandaise un Ard ri Erenn,

## Règne
Muiredach Bolgrach prend le pouvoir après avoir tué son prédécesseur Dui Finn, qui était également le meurtrier de son père. Il règne pendant 13 mois (A.F.M) ou 4 ans (F.F.E) selon les sources avant d'être tué par Énna Derg le fils de Dui Finn.
Le Lebor Gabála Érenn synchronise son règne avec celui Artaxerxès Ier en Perse (465-424 av. J.-C.). La chronologie de Geoffrey Keating Foras Feasa ar Éirinn date son règne de 674-670 av. J.-C., et les Annales des quatre maîtres de 894-893 av. J.-C..

## Postérité
Ses fils sont :
- Fíachu Tolgrach
- Congal Coscarach père de Conaing Bececlach et de Eochaid Fíadmuine selon Geoffrey Keating ou père de Dui Temrach lui-même père de Conaing Bececlach Eochaid Fíadmuine selon les Annales des quatre maîtres

## Source
- (en) Cet article est partiellement ou en totalité issu de l’article de Wikipédia en anglais intitulé « Muiredach Bolgrach » (voir la liste des auteurs), édition du 8 avril 2012.